# Häder (Dinkelscherben)
Häder ist ein Ortsteil des Marktes Dinkelscherben im schwäbischen Landkreis Augsburg. 

## Lage
Zu Häder gehören auch die beiden Dörfer Neuhäder und Schempach. Der Ortsteil hat 503 Einwohner, etwa 85 davon leben in Schempach. Das Pfarrdorf liegt im Naturpark Augsburg-Westliche Wälder.

## Geschichte
Häder gilt als die älteste Siedlung in der Reischenau und entstand mit Sicherheit bereits vor 1000 n. Chr. Erstmals erwähnt wurde der Ort als „Haerder“ im Jahr 1177 in einer Urkunde des Papstes Alexanders III.
Von 1862 bis 1929 gehörte Häder zum Bezirksamt Zusmarshausen und ab 1929 zum Bezirksamt Augsburg, das ab 1939 dann als Landkreis Augsburg bezeichnet wurde.

Von 1818 bis 30. April 1978 war Häder eine politisch selbstständige Gemeinde. Am 1. Mai 1978 wurde sie in den Markt Dinkelscherben eingegliedert.

## Sehenswürdigkeiten

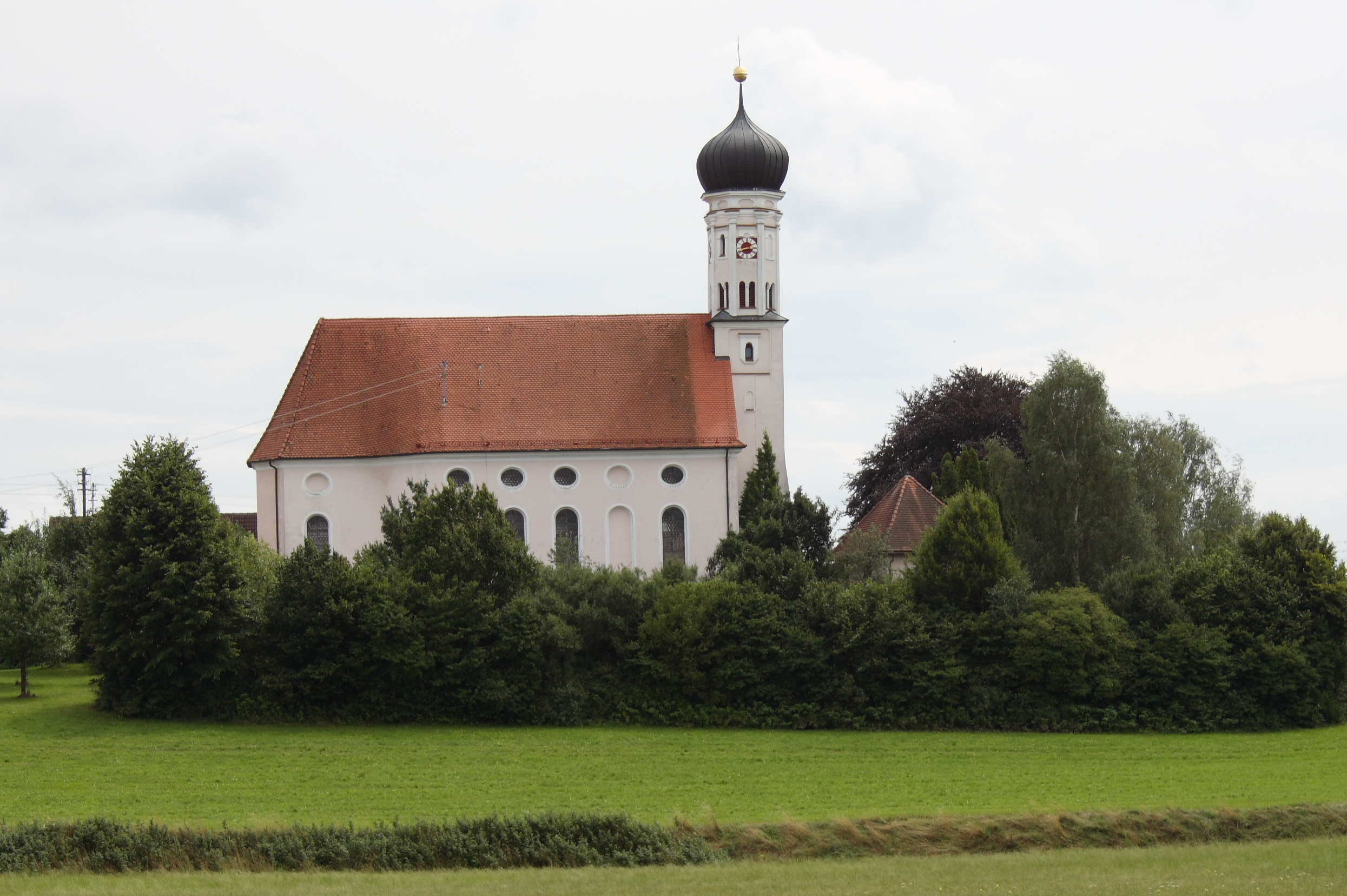
Pfarrkirche St. Stephan

- katholische Pfarrkirche St. Stephan
- Siehe auch: Liste der Baudenkmäler in Häder

## Vereine
- Freiwillige Feuerwehr Häder (gegründet 1884)
- Schützenverein Häder e. V. (gegründet 1911)
- Männergesangverein Häder (gegründet 1933)
- Krieger- und Soldatenverein Häder-Lindach
- Montessori-Elternverein